# Semen Blumenstein-Baranowski
Semen Blumenstein-Baranowski, ukr. Семен Захарович Блюменштейн-Барановський, Semen Zacharowycz Blumensztejn-Baranowśkyj (ur. w 1894 lub 1897 w Stanisławowie, zm. w II poł. 1945 w ZSRR) – ukraiński wojskowy, współpracownik, a następnie funkcjonariusz radzieckich organów bezpieczeństwa publicznego, szef kolaboracyjnej policji pomocniczej rejonu krasnopolskiego w służbie niemieckiej, a następnie dowódca radzieckiego oddziału partyzanckiego podczas II wojny światowej
W 1918 r. wstąpił do Ukraińskiej Armii Halickiej. Walczył przeciwko Polakom. W 1919 r. przeszedł na stronę bolszewików. Wysyłano go za linię frontu na tyły wojsk „petlurowskich” jako prowokatora, mającego przenikać do ukraińskich organizacji niepodległościowych. Po zakończeniu działań wojennych został funkcjonariuszem sowieckich organów bezpieczeństwa publicznego. W latach 30. pracował w Głównym Zarządzie Północnej Drogi Morskiej. Pod koniec lat 30. został aresztowany przez NKWD. Po ataku wojsk niemieckich na ZSRR 22 czerwca 1941 r., wypuszczono na wolność, po czym zmobilizowano do Armii Czerwonej. Otrzymał zadanie pozostania na obszarze okupowanego przez Niemców krasnopolskiego rejonu obwodu sumskiego w celu prowadzenia działalności konspiracyjnej. Podając, że posiada niemieckie pochodzenie, otrzymał funkcję dyrektora cukrowni. Następnie został szefem pomocniczej policji rejonu krasnopolskiego. Przeprowadzał ekspedycje karne przeciwko okolicznym wsiom. Od 1942 r. rozpracowywał na rzecz Niemców ukraińską konspirację narodową. Kiedy na pocz. 1943 r. do okupowanego obwodu sumskiego zbliżyła się Armia Czerwona, zorganizował spośród policjantów fałszywy oddział partyzancki, na czele którego ujawnił się przed Sowietami. Pomimo tego został aresztowany. Jednakże pod koniec 1943 r. został przerzucony na tyły wojsk niemieckich na ziemie polskie, gdzie sformował oddział partyzancki „Zadniestrowcy”. W poł. sierpnia 1944 r. ponownie go aresztowano i po procesie skazano w poł. lipca 1945 r. na karę śmierci przez rozstrzelanie, która została wkrótce wykonana.